# Tipula (Tipula) atlantica
Tipula (Tipula) atlantica is een tweevleugelige uit de familie langpootmuggen (Tipulidae). De soort komt voor in het Palearctisch gebied.